# Prefeitura de Londres

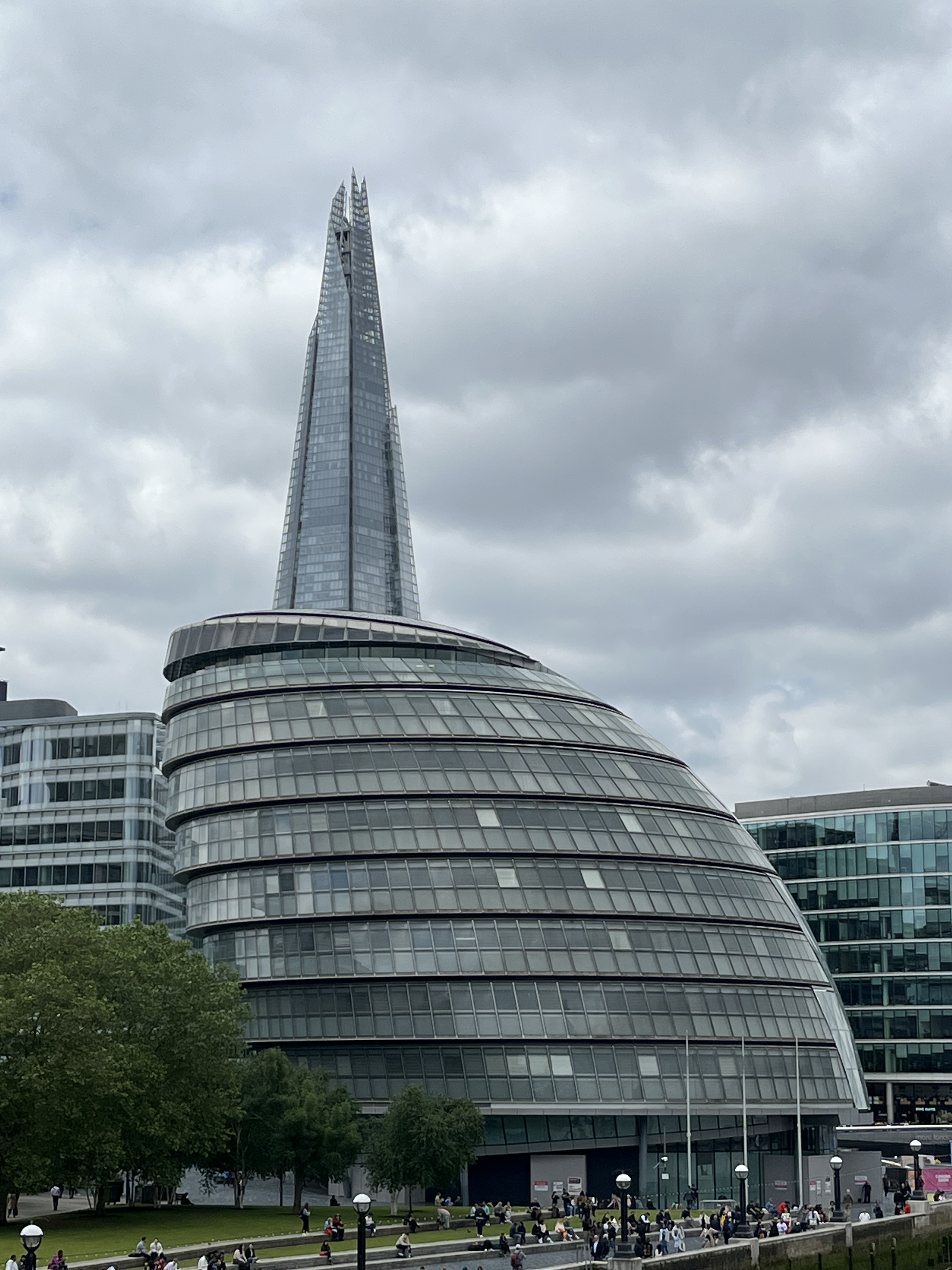
Prefeitura de Londres, em 2024

A Prefeitura de Londres é a sede da Greater London Authority e abriga o gabinete do prefeito de Londres e a Assembleia de Londres. A prefeitura localiza-se em Southwark, às margens do rio Tâmisa e próximo à Tower Bridge. O prédio, concluído em 2002, foi desenhado pelo renomado arquiteto inglês Norman Foster. 
A forma arrojada do prédio tem o objetivo de reduzir o consumo de energia e proporcionar uma visão mais agradável do céu da Grande Londres. O prédio já foi alvo de várias críticas por causa de sua forma, além de que em algumas horas de um dia de sol, acaba por proporcionar um forte reflexo que atrapalha a visão das pessoas e deteriora a pintura dos veículos em sua área. 

## Ligações Externas
- Site Oficial

- Imgens Panorâmicas em 3D